# Маревич, Станко
Станко Иванов Маревич (сербохорв. Станко Иванов Маревић / Stanko Ivanov Marević; 13 мая 1922, Кула-Норинска — 25 мая 1944, Меткович) — югославский хорватский партизан времён Народно-освободительной войны, Народный герой Югославии.

## Биография
Родился 13 мая 1922 года в местечке Кула-Норинска в бедной крестьянской семье. До войны работал на железной дороге Меткович-Плоче, в 1938 году участвовал в забастовках. Член Союза коммунистической молодёжи Югославии. В партизанском движении с 1941 года, тогда же вступил в Коммунистическую партию Югославии. Был арестован усташами в начале войны, из тюрьмы бежал в мае 1942 года.
Начинал Маревич службу в 1-й Неретвянской партизанской роте, с конца сентября 1942 года числился в 1-й пролетарской ударной бригаде. В начале 1943 года по заданию партии сформировал 2-ю Неретвянскую роту, которая в августе месяца расширилась до батальона. Станко стал командовать этим батальоном. После капитуляции Италии батальон был преобразован в отряд, Станко сохранил свои обязанности командира. К середине ноября 1943 года отряд был оттеснён к острову Хвар и вошёл в состав 11-й далматинской ударной бригады.
Станко остался в Биоково и сформировал новый отряд в начале 1944 года, который сражался на реке Неретва. С 23 по 26 мая 1944 его отряд участвовал в отражении немецкого наступления: 25 мая 1944 Станко Маревич был убит. Обстоятельства гибели Маревича доподлинно не установлены: по официальной версии, его убил один из немцев в бою; по другой версии, его застрелил свой же партизан по фамилии Мателяк, брат которого был застрелен Маревичем.
20 декабря 1951 Станко Маревичу посмертно присвоено звание Народного героя Югославии.